# Нестеровская

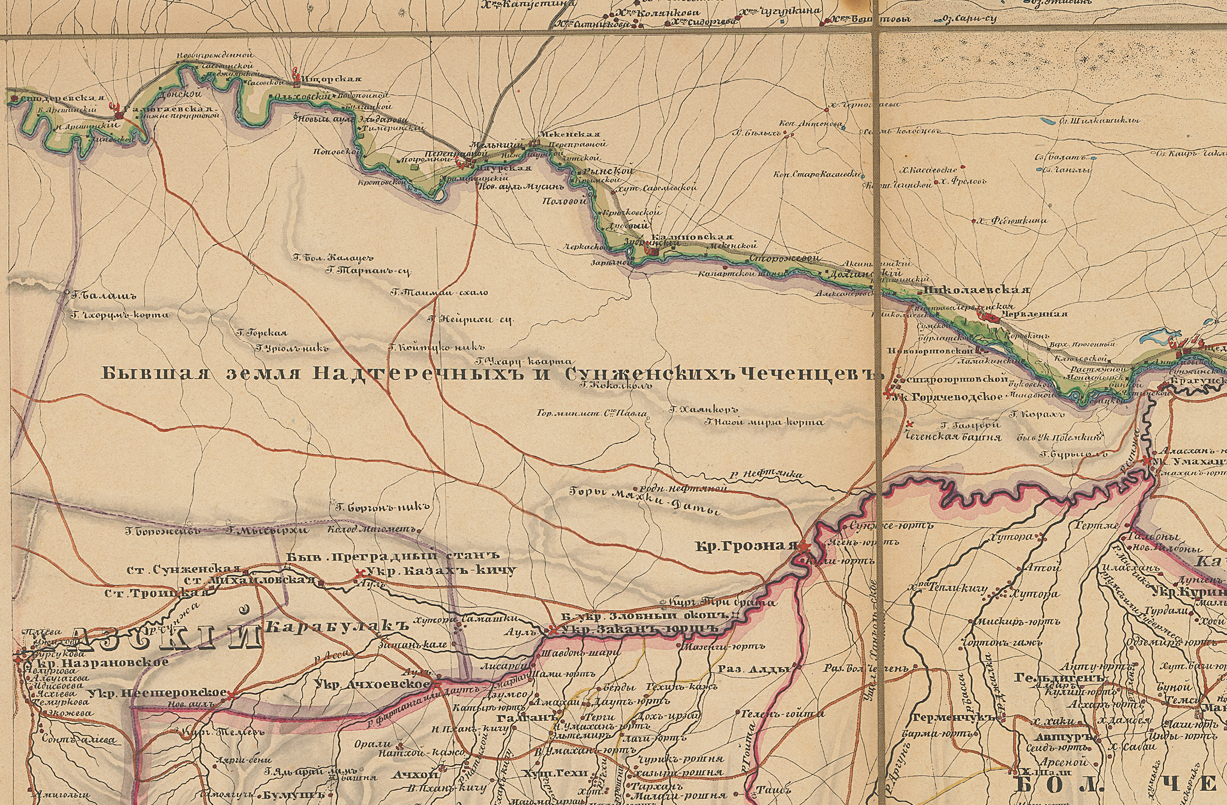
Нестеровская на карте 1847 г.

Не́стеровская (ингуш. ГӀа́жара-Юрт, чечен. ГӀажарийн-Юрт) — станица в Сунженском районе Республики Ингушетия. Крупнейший сельский населённый пункт республики.
Образует сельское поселение Нестеровское.

## География

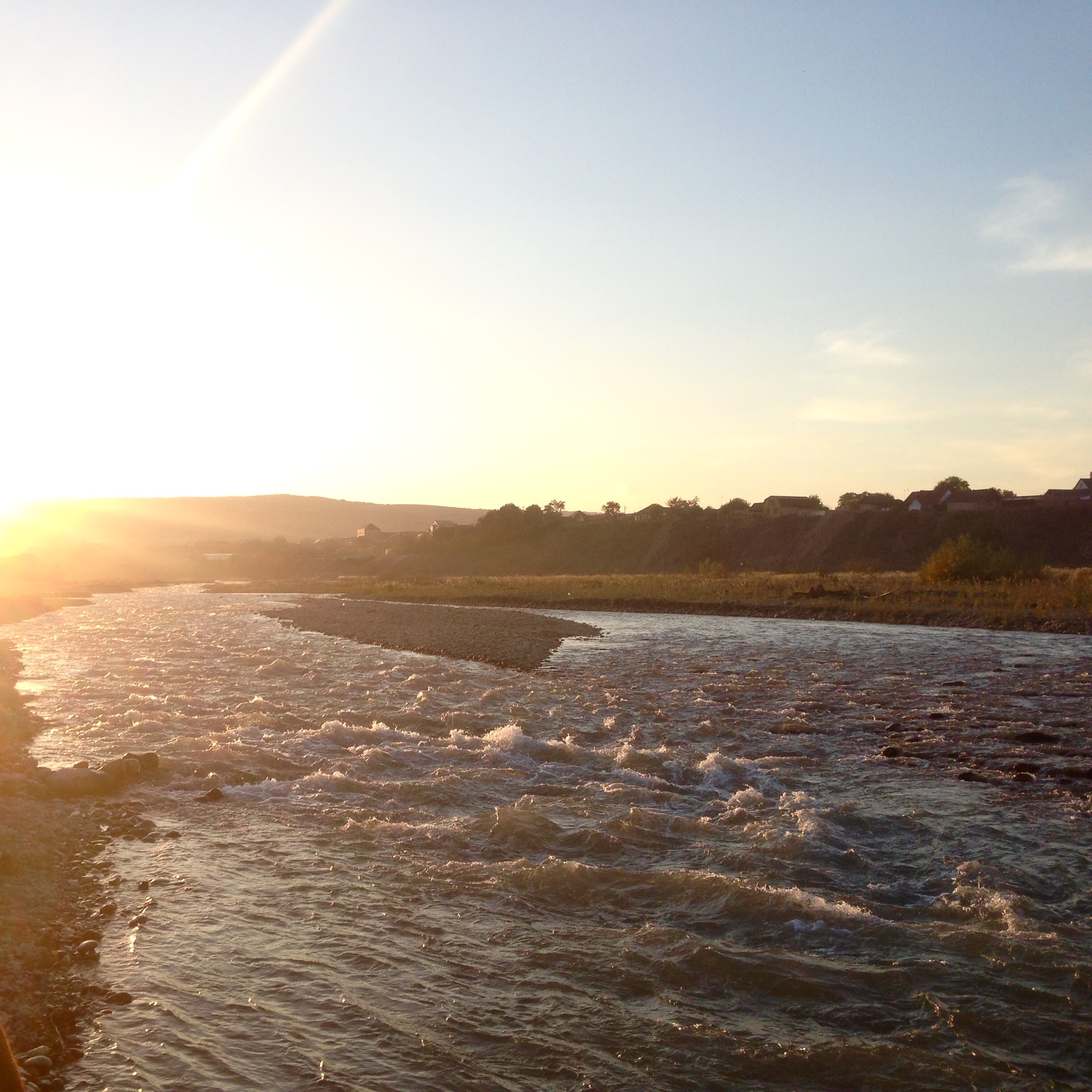
Река Асса в станице Нестеровской

Станица расположена на левом берегу реки Асса, в 5 км к югу от районного центра города Сунжа и в 30 км к северо-востоку от города Магас (расстояния по дорогам). На всём протяжении Чёрных гор (возвышаются к югу и западу от станицы), вплоть до альпийских лугов, расположен лес, в котором растут лиственные деревья. Горный склон к югу от станицы, на противоположном от Нестеровской берегу Ассы, носит название «балка Линева». Севернее и восточнее Нестеровской расположено степное междуречье Сунжи и Ассы, с небольшими курганами. К юго-востоку от станицы на реке Асса, рядом с селом Берд-Юрт, находится недействующая ГЭС, от которой осталась плотина. Вдоль западной окраины населённого пункта проходит канал Асса—Сунжа (с Ассой он соединяется к юго-западу от станицы). К северу от Нестеровской проходит федеральная автотрасса Р217 «Кавказ».
Ближайшие населённые пункты: на севере — город Сунжа, на северо-востоке — село Серноводское, на востоке — станица Ассиновская, на юго-востоке — сёла Берд-Юрт и Чемульга, на юго-западе — село Алхасты, на северо-западе — село Яндаре и станица Троицкая.

## История
Станица Нестеровская, получившего своё наименование в честь генерала П. П. Нестерова, была основана в 1861 году на месте укрепления Нестеровского, существовавшего с 1842 года и расположена поблизости карабулакского аула Гажир-юрт, по имени ингуша его основателя Гӏажир из рода Хашагульговых.
Приказ военного министра А. И. Чернышёва от 4 марта 1843 года, в частности, гласил: «Государь император высочайше повелеть соизволил» дать новому укреплению, возведённому вблизи «разорённого аула Гажир-Юрт» наименование «Нестеровское». Гажир-Юрт, не идентичный по своему местоположению нынешней станице (согласно картам, аул и укрепление располагались рядом, но в разных местах), в документах начала 1840-х годов часто упоминался в связи с набегами «непокорных» горцев Малой Чечни на «покорные деревни Карабулакского народа», входившие вместе с поселениями Назрановского общества во Владикавказский военный округ.
В станице было поселено 125 семей «охотников» (добровольцев) из других станиц 1-го Сунженского полка Кавказского линейного казачьего войска, которые были освобождены от несения внешней военной службы сроком на три года, на период обустройства на новом месте. Новая станица была отнесена к тому же полку. В 1864 году в Нестеровской проживал уже 841 житель (422 мужчины и 419 женщин).
По состоянию на 1874 год в станице было 200 дворов при 1094 жителях, имелись школа и православная церковь. Вознесенская церковь была построена в 1867 году, исповедные росписи по станичному православному приходу составлялись с 1864 года. В 1875 году в Нестеровской числилось 1047 жителей. Поселение относилось к 4-му участку Владикавказского округа Терской области.
По некоторым данным, в сентябре 1920 года планировалось выселение казаков из станицы Нестеровской — из-за симпатий станичников к Белому движению, по приказу Серго Орджоникидзе. В какой мере был выполнен этот приказ, и был ли он выполнен вообще — неизвестно. В то же время, он вполне укладывался в практику выселения, применяемую большевиками по отношению к казакам в годы Гражданской войны в бассейне Сунжи.
Нестеровская входила в Сунженский казачий округ, а в 1929 году в результате его расформирования вошла в состав Чеченской автономной области. В 1934 году станица Нестеровская Нестеровского станичного совета Чеченской АО в результате объединения Чеченской и Ингушской АО вошла в состав Чечено-Ингушской АО (позднее Чечено-Ингушской АССР).
В годы Великой Отечественной войны, в ходе Битвы за Кавказ, Нестеровская находилась в прифронтовой полосе, зимой 1942—1943 годов в станице дислоцировался 131-й истребительный авиационный полк.
В 2001 году в ходе Второй чеченской войны в небе над Нестеровской был смертельно ранен командир вертолётной эскадрильи пограничник Леонид Константинов, посмертно удостоенный звания Героя Российской Федерации. В 2004 году средняя школа станицы Нестеровской была выбрана террористом Абу Дзейтом в качестве «запасного» объекта для атаки в случае, если захват школы № 1 в Беслане потерпит неудачу, но нападение на Нестеровскую по ряду причин не состоялось. В 2006 году в бою с членами исламистского бандподполья в станице Нестеровской погиб чеченский милиционер Муслим Исмаилов, посмертно удостоенный звания Героя Российской Федерации.
В 2006 году в Нестеровской было совершено несколько преступлений против русскоязычных граждан (поджоги домов). В 2006—2008 годах в ряде соседних населённых пунктов (станицы Орджоникидзевская и Троицкая, город Карабулак и др.) была совершена целая серия преступлений против местных жителей — русских и русскоязычных. Кульминацией этих трагических событий стали нападения на семьи русских учительниц летом-осенью 2007 года в Орджоникидзевской и Карабулаке (вкупе с рядом других преступлений против русских, совершённых в те же дни в Ингушетии). Эта серия преступлений вызвала значительный общественный резонанс и привела к новой волне оттока русских из республики.

## Население
| 1959    | 1979    | 2002    | 2006    | 2007    | 2008    | 2010    |
| ------- | ------- | ------- | ------- | ------- | ------- | ------- |
| 6350    | ↘6102   | ↗17 389 | ↗18 099 | ↗18 269 | ↗18 463 | ↗21 937 |
| 2011    | 2012    | 2013    | 2014    | 2015    | 2016    | 2017    |
| ↗21 965 | ↗22 320 | ↗22 535 | ↗22 676 | ↗22 831 | ↗22 938 | ↗23 071 |
| 2018    | 2019    | 2020    | 2021    | 2023    | 2024    | 2025    |
| ↗23 308 | ↗23 492 | ↗23 672 | ↘17 981 | ↗18 166 | ↗18 385 | ↗18 614 |

Национальный состав
| Год переписи | 2010              | 2002              | 1979             | 1970            |
| ингуши       | ↗18 563 (84,62 %) | ↗13 821 (79,48 %) | ↗2 420 (39,39 %) | 1 464 (23,71 %) |
| чеченцы      | ↘2 758 (12,57 %)  | ↗2 816 (16,19 %)  | ↗759 (12,35 %)   | 384 (6,22 %)    |
| русские      | ↘248 (1,13 %)     | ↘433 (2,49 %)     | ↘2 699 (43,93 %) | 3 945 (63,90 %) |
| другие       | 368 (1,68 %)      | 319 (1,83 %)      | 266 (4,33 %)     | 381 (6,17 %)    |
| всего        | 21 937 (100 %)    | 17 389 (100 %)    | 6 144 (100 %)    | 6 174 (100 %)   |

## Инфраструктура
- 4 средних общеобразовательных школы (№ 1, 2, 3 и 4);
- детский сад;
- Дом культуры с библиотекой;
- амбулатория;
- участковая больница на 40 коек;
- физкультурно-оздоровительный комплекс[43].

## Археология
В окрестностях Нестеровской расположено курганное захоронение, относящееся к северокавказской культурно-исторической общности. На территории Ингушетии подобный памятник исследован также в городе Малгобеке.
Нестеровский курган имел небольшую каменную наброску, преимущественно состоявшую из окатанного речного булыжника. Непосредственно в центре кургана обнаружены остатки деревянной колоды с костяком, ориентированным головой на северо-восток или восток. Погребальный инвентарь состоял из бронзового наконечника стрелы, каменных ядер, тёрочника, каменного сверлёного топора и керамического горшочка с тёмно-красным порошком. Памятник датирован эпохой средней бронзы, точнее, второй половиной II тыс. до н. э.